# Tommy Gemmell
Thomas Gemmell (Motherwell, 16 de outubro de 1943 – 2 de março de 2017) foi um futebolista escocês e treinador. Embora jogasse com o pé direito, ele se destacou como um lateral do lado esquerdo e teve poderosa capacidade de chute. Gemmell é conhecido como um dos líderes do Celtic que venceu a Liga dos Campeões de 1966-1967; ele marcou o primeiro gol do Celtic na final. 
Gemmell também jogou 18 vezes pela Seleção Escocesa de Futebol e também jogou por Nottingham Forest, Miami Toros e Dundee. 
Depois de se aposentar como jogador em 1977, Gemmell treinou o Dundee e o Albion Rovers.

## Carreira

### Clubes
Em outubro de 1961, Gemmell foi contratado pelo Celtic. Ele foi um dos Leões de Lisboa que venceram a Liga dos Campeões de 1967 contra a Inter de Milão, no qual Gemmell marcou o primeiro gol do time escôces.
Ele também marcou um gol na final da Liga dos Campeões de 1970 em uma derrota para o Feyenoord. Ele é atualmente um dos dois únicos futebolistas britânicos a marcar em duas finais diferentes da Liga dos Campeões, sendo o outro Phil Neal do Liverpool.
Gemmell fez 418 jogos pelo Celtic, marcando 63 gols. Ele foi um exímio cobrador de pênaltis, seu recorde foi de 34 gols em 37 tentativas. Em seu livro, Lion Heart , Gemmell revelou que, durante seu tempo no Celtic, ele e seu companheiro de equipe Ian Young tinham sido alvo de "um punhado" de colegas que queriam uma equipe totalmente católica. 
Em dezembro de 1971, Gemmell se transferiu para o Nottingham Forest. Depois ele passou um curto período com os Toros de Miami na Liga de futebol norte-americana
Em 1973, Gemmel assinou com o Dundee e venceu a Copa da Liga Escocesa de 1973-74 contra o seu ex-time Celtic. 
Ele se aposentou 1977. 

### Na Seleção
Gemmell fez sua estréia internacional pela Escócia contra a Inglaterra em Hampden em 2 de abril de 1966. No ano seguinte, em 15 de abril, ele jogou no famoso jogo onde a Escócia registrou uma vitória por 3-2 sobre a Inglaterra no Wembley Stadium.
Gemmel fez 18 jogos pela Seleção Escocesa de Futebol e marcou um gol de pênalti contra o Chipre em uma eliminatória da Copa do Mundo de 1970.
Gemmell foi induzida ao Hall da Fama do Futebol Escocês em 2006. 

## Como Treinador
Depois de se aposentar como jogador, Gemmell treinou o Dundee de 1 de junho de 1977 a 15 de abril de 1980. Gemmell mais tarde treinou o Albion Rovers em 1986-1987 e em 1993-1994. 

## Morte
Gemmel morreu em 2 de março de 2017, aos 73 anos, após uma doença prolongada.

Seu funeral foi realizado em 10 de março com uma procissão a partir do Celtic Park e contou com a participação de ex-companheiros de equipe, o atual treinador do Celtic Brendan Rodgers e o treinador dos Rangers, Stewart Robertson. 